# Philipp Thull
Philipp Thull (* 2. März 1987 in Trier) ist ein deutscher römisch-katholischer Theologe, Kanonist, Lehrer und Hochschullehrer.

## Leben
Nach dem Abitur im Jahr 2006 studierte Thull Katholische Theologie und Rechtswissenschaft sowie Kanonisches Recht, außerdem Germanistik, Philosophie, Bildungswissenschaft, Deutsch als Zweitsprache sowie Interdisziplinäre Geschlechterstudien an der Theologischen Fakultät Trier bzw. den Universitäten Trier und Münster. Zwischen 2014 und 2017 arbeitete er als Referent für Kirchenrecht in den katholischen Diözesen Hildesheim und Aachen. 2017 wurde er an der Theologischen Fakultät Trier bei Peter Krämer mit einer kirchenrechtlichen Dissertationsschrift über die theologische und kirchenrechtliche Verortung der Neuen Geistlichen Gemeinschaften und Kirchlichen Bewegungen zum Doktor der Theologie promoviert. 2018 arbeitete Thull als wissenschaftlicher Mitarbeiter am Lehrstuhl für Neuere Kirchengeschichte an der Theologischen Fakultät Trier. Zwischen 2018 und 2020 nahm er Lehraufträge an der Philosophisch-Theologischen Hochschule Vallendar, der Philipps-Universität Marburg und der Philosophisch-Theologischen Hochschule der Steyler Missionare in Sankt Augustin wahr. 
2023 habilitierte er sich an der Theologischen Fakultät Fulda mit einer kirchenrechtlichen Arbeit über Konzept, Funktion und Bedeutung der Rechtsfigur der Ecclesia sui iuris. Thull arbeitet im Hauptberuf als Lehrer für Deutsch, Ethik und katholische Religion; an der Theologischen Fakultät Fulda bzw. der Philipps-Universität Marburg ist er außerdem als Privatdozent tätig. Zu seinen Arbeitsschwerpunkten zählen das Recht der Ostkirchen, das Staatskirchenrecht und die vergleichende Kirchenrechtswissenschaft.
Thull ist u. a. Mitglied der Arbeitsgemeinschaft Kirchenrecht, der Consociatio Internationalis Studio Iuris Canonici Promovendo und der Bruderschaft der Santa Maria dell’Anima in Rom.

## Werke (Auswahl)
- Von Rituskirchen zu Kirchen eigenen Rechtes. Konzept, Funktion und Bedeutung der Rechtsfigur der Ecclesia sui iuris vor dem Hintergrund einer kontextuellen Kanonistik, Freiburg i. Br. 2024

- Grundbegriffe des kirchlichen Rechts. Ein ökumenisches Handbuch, Tübingen 2024
- zusammen mit Barbara Krämer: Der Codex Iuris Canonici im Wandel. Entwicklungslinien von 1917 bis heute, Würzburg 2021
- Ermutigung zum Ordensleben: Lasst uns mit ihm gehen, Nordhausen 2019

- 60 Porträts aus dem Kirchenrecht. Leben und Werk bedeutender Kanonisten, St. Ottilien 2017
- Theologie und Spiritualität des Betens. Handbuch Gebet, Freiburg i. Br. 2016
- Zeichen der Gemeinschaft und der Einheit der Kirche in Christus. Der theologische und kirchenrechtliche Ort der Neuen Geistlichen Gemeinschaften und Kirchlichen Bewegungen, St. Ottilien 2017
- Papst und Ökumene – Ein Widerspruch!? Ökumenische Perspektiven des Papstamtes, Paderborn und Leipzig 2015
- Christen im Dritten Reich, Darmstadt 2014

- zusammen mit Hamid Reza Yousefi: Interreligiöse Toleranz: Von der Notwendigkeit des christlich-islamischen Dialogs, Darmstadt 2014
- Mit Jesus auf dem Weg – Ermutigung zum Ordensleben, St. Ottilien 2013
- Ermutigung zum Aufbruch: Eine kritische Bilanz des Zweiten Vatikanischen Konzils, Darmstadt 2013

- zusammen mit Hermann-Josef Scheidgen: Lasst euch versöhnen mit Gott: Der Heilige Rock als Zeichen der ungeteilten Christenheit, Nordhausen 2012